# Chun Jung-myung
Chun Jung-myung (født 29. november 1980 i Seoul, Sydkorea) er en koreansk skuespiller, bedst kendt for sin rolle som Hong Ki-hoon i Cinderella's Sister.

## Udvalgt filmografi

### Film
- Queen of the Night (2013)
- Hindsight (2011)
- Hansel and Gretel (2007)
- Les Formidables (2006)
- The Aggressives (2005)
- Twentidentity (2004)
- Dance Begins (2003)
- R U Ready? (2002)

### Tv-serier
- Master - God of Noodles (2016)
- Heart to Heart (2015)
- Reset (2014)
- Glory Jane (2011)
- The Duo (2011)
- Cinderella's Sister (2010)
- What's Up Fox (2006)
- Goodbye Solo (2006)
- Fashion 70's (2005)
- I Love H, He, Li... (2004)
- Beijing, My Love (2004)
- Honest Living (2002)
- Bad Girls (2002)
- Han-ip's Woman (2002)
- Third Coincidence (2001)
- Pure Flower Cafe (2001)
- New Nonstop (2001)
- Echo (2000)
- School 2 (1999)